# Berhardina Midderigh-Bokhorst
Berhardina Midderigh-Bokhorst (Soerabaja, Nederlands-Indië, 31 mei 1880 – Wassenaar, 20 juni 1972) was een Nederlands aquarellist, graficus, illustrator, tekenaar en lithograaf.

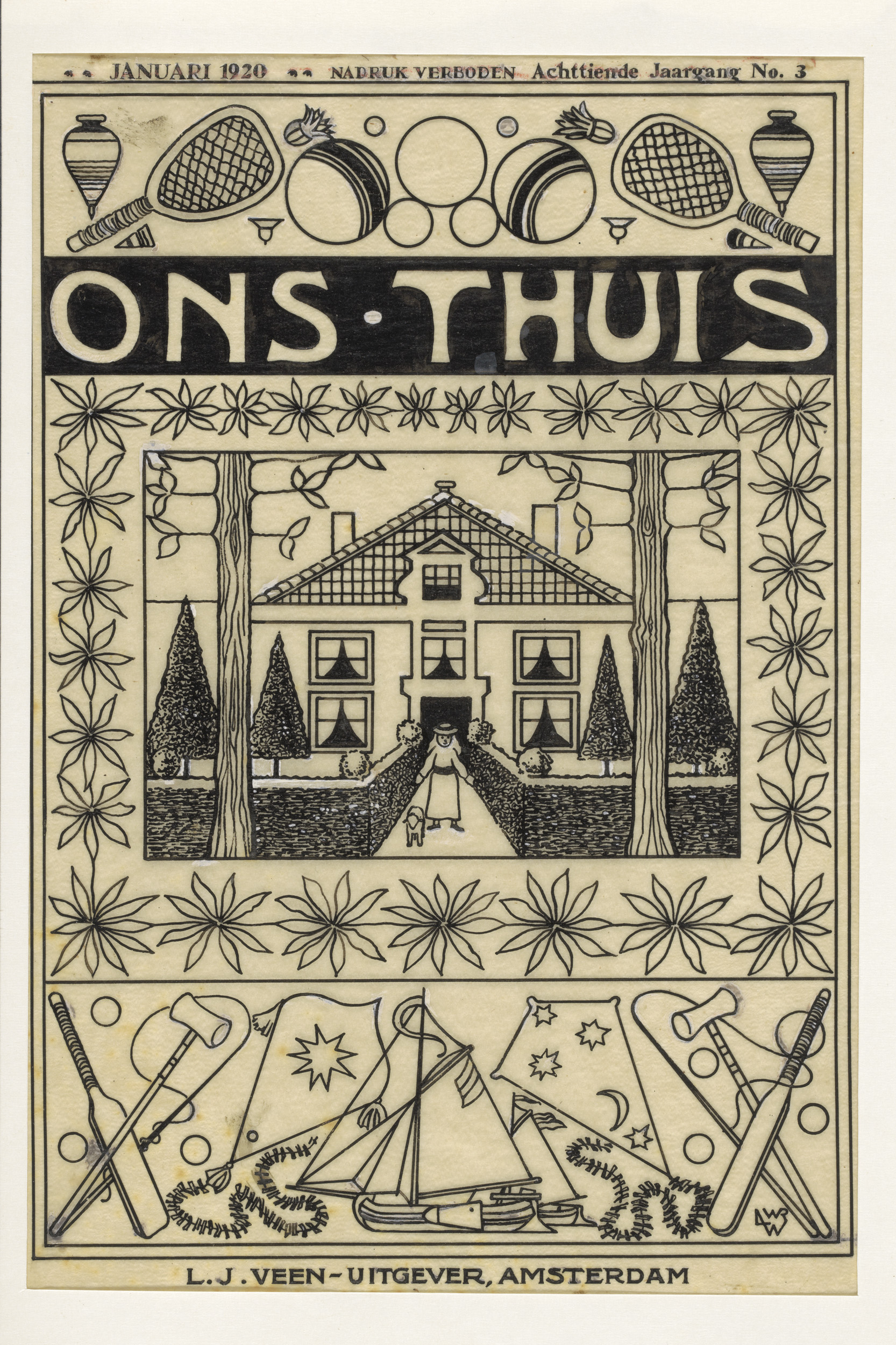
Ons Thuis (1920) Bandontwerp: Willem Wenckebach

In eerste instantie richtte ze haar tekenwerk op reformkleding voor het 'Maandblad der Vereeniging voor verbetering van Vrouwenkleeding'. Haar doel was om gezonde, gemakkelijke en modieuze kleding voor vrouwen te ontwerpen zodat een korset niet meer nodig was. Ook maakte ze boekillustraties voor voornamelijk kinderboeken, met haar uitgave in 'Heidekoninginnetje' in 1902.
Zij maakte onder meer boekillustraties, enkele met eigen tekst, wandversieringen voor school en kinderkamers, wandschilderingen voor het paviljoen van de tentoonstelling De Vrouw 1813-1913. Van talloze boeken (meest kinderboeken, bijvoorbeeld van Anna Sutorius) was zij de illustrator en boekbandontwerper. Ze maakte ook illustraties voor het kindermaandblad Ons Thuis van Henriëtte Dietz en Katharina Leopold.

## Biografie
Haar ouders waren Johanna Bernhardina Holtgrave en Hendrik Bokhorst. Berhardina ging naar de meisjes-HBS in Den Haag. Daarna volgde zij de opleiding bij de Koninklijke Academie van Beeldende Kunsten in Den Haag, waar zij in 1899 haar M.O. tekenen behaalde. Zij was lid van de Vereeniging voor Ambachts- en Nijverheidskunst (VANK) (vanaf 1907 aspirant-lid, en vanaf 1910 lid); en zij was lid van de Unie van Soroptimisten afd. Den Haag vanaf 1929. Ze gaf tot aan haar huwelijk les aan de Dagteeken- en Kunstambachtsschool voor Meisjes. In 1905 trouwde zij met de graficus Jean Jacques Midderigh (1877-1970), met wie zij een dochter en een zoon kreeg.